# Monte Schiavo Jesi
Monte Schiavo Jesi ist ein italienischer Frauen-Volleyballverein aus Jesi (Region Marken), der von 2001 bis 2010 in der italienischen Serie A1 spielte.

## Geschichte
Monte Schiavo Jesi wurde 1969 gegründet und spielte von 2001 bis 2010 in der höchsten italienischen Spielklasse „Serie A1“. Dabei spielten die Frauen ständig in der Spitzengruppe mit und erreichten 2006 und 2007 das Endspiel in der italienischen Meisterschaft. 2006 erreichte man das italienische Pokalendspiel. Auch in Europa war Monte Schiavo Jesi erfolgreich. So wurde man 2004 Zweiter und 2005 Dritter im CEV-Pokal. In der Champions League erreichte Monte Schiavo 2007/08 das Viertelfinale und 2009 gewann man den Challenge Cup. Die Mannschaft trat auch unter den Namen „Vini Monteschiavo Jesi“, „Monte Schiavo Banca Marche Jesi“ und „Giannino Pieralisi Volley“ an. 2010 zog sich das Team in die „Serie B2“ zurück.

## Ehemalige Spielerinnen
- Elisa Togut
- Erna Brinkman
- Marrit Leenstra
- Manon Flier
- Logan Tom
- Heather Bown
- Hanka Pachale
- Sylvia Roll
- Susanne Lahme
- Ljubow Wladimirowna Sokolowa-Schaschkowa
- Jaqueline Carvalho